# Microtus paradoxus
Microtus paradoxus is een zoogdier uit de familie van de Cricetidae. De wetenschappelijke naam van de soort werd voor het eerst geldig gepubliceerd door Ognev & Heptner in 1928.